# Paul Affeldt
Paul E. Affeldt (* 2. November 1931 in Camarillo, Kalifornien; † 23. Februar 2004 in Ventura, Kalifornien) war ein US-amerikanischer Autor und Musikproduzent von Ragtime, Blues und frühem Jazz, der in den Vereinigten Staaten vor allem als Herausgeber des Jazz Report bekannt wurde.
Affeldt war von 1960 bis 1983 Autor und Herausgeber des Jazz Report, bis diese Fachzeitschrift für Schallplatten-Sammler mit The Mississippi Rag fusionierte und er dessen Mitherausgeber wurde. Seit 1961 produzierte er eine Reihe von Alben auf seinem Label Euphonic Sound Recordings, benannt nach seinem Lieblings-Rag. Die ersten LPs Alben enthielten Musik des Ragtime-Pioniers Brun Campbell; es folgten Aufnahmen von Speckled Red, Roosevelt Sykes, Euday Bowman, Paul Lingle (Dance of the Witch Hazels - At the Jug Club 1951), John Bently & His Buddies, Piano Red (Dr. Feelgood, 1976), David Thomas Roberts, Jim Turner, Stump Johnson, Bill Mitchell/Hal Smith (Echoes of Chicago), Dave Jasen, Charles Hubbard Thompson oder Knocky Parker (Eight in Eighty-Eight). Affeldt besaß eine Schallplattensammlung des frühen Jazz von Pianisten wie Fats Waller, James P. Johnson, Meade Lux Lewis oder Art Hodes. Einige Euphonic-Produktionen wurden später als Compact-Disc bei Delmark Records wiederveröffentlicht.